# Stalag IV B

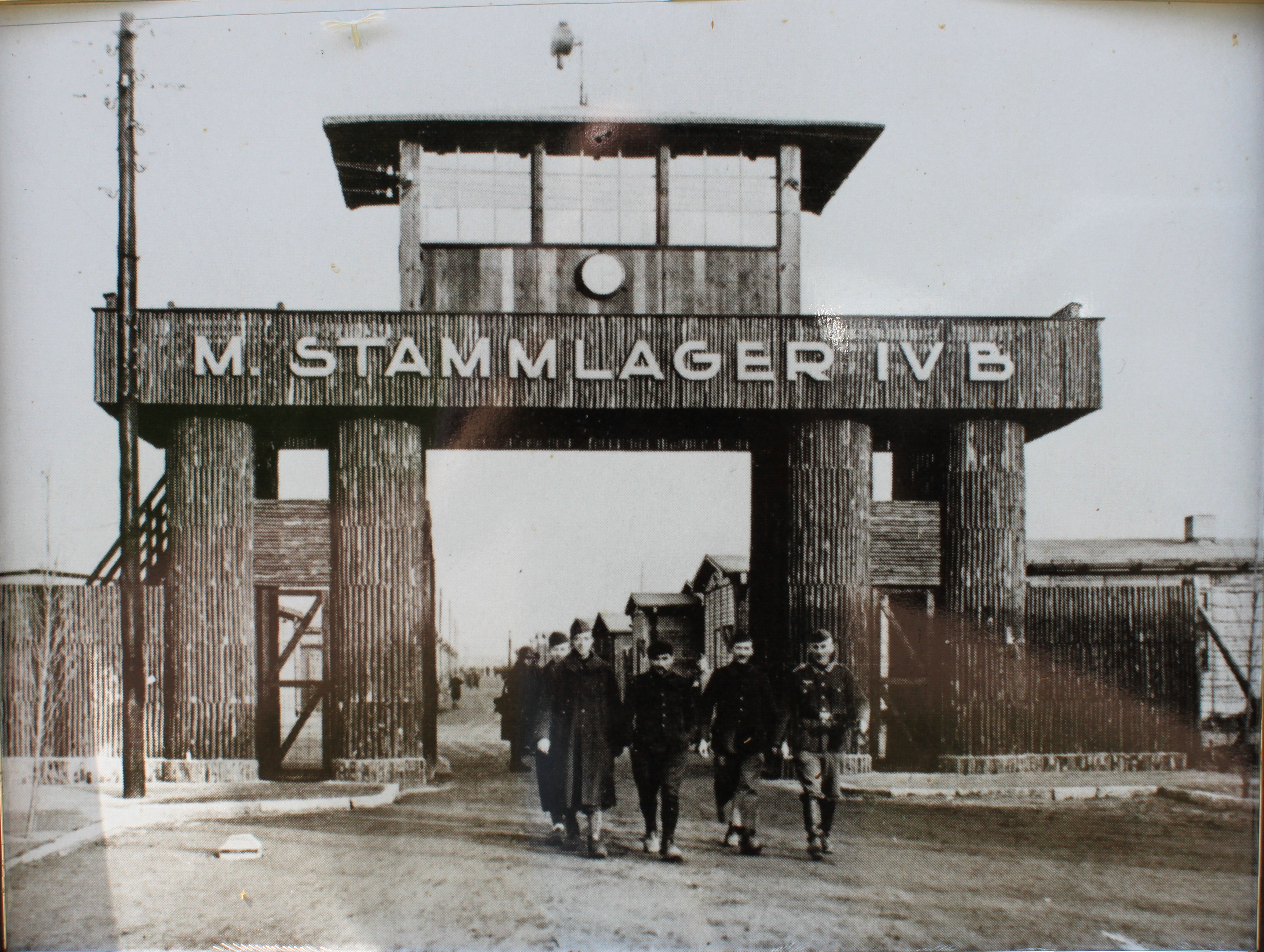
Stalag IV B (Brama)

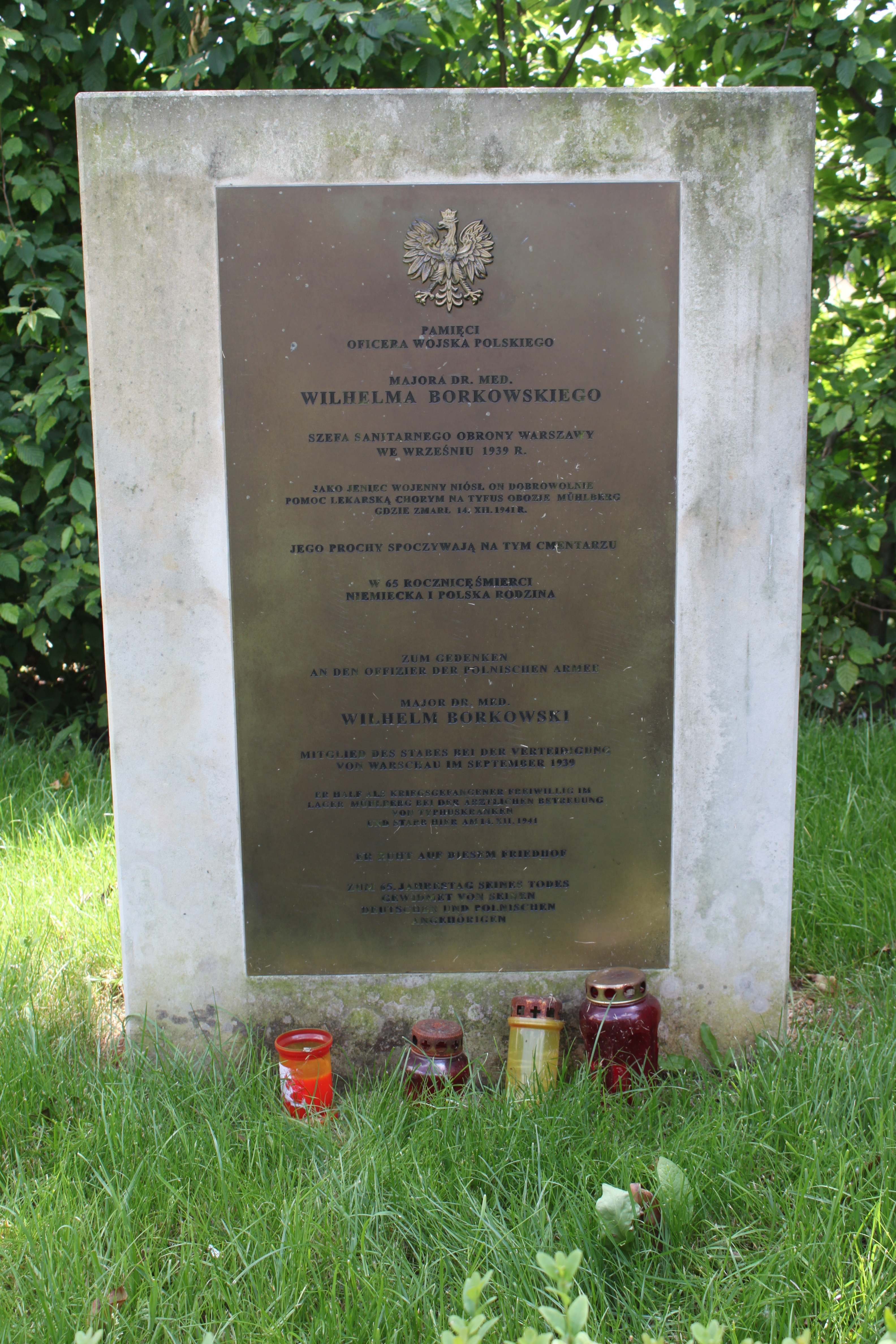
Pamięci dla polskich ofiar (Neuburxdorf)

Stalag IV B – jeden z największych niemieckich obozów jenieckich w II wojnie światowej. 
Główny obóz znajdował się 8 km na północny wschód od miasta Mühlberg/Elbe w Saksonii, na wschód od rzeki Łaba i ok. 50 km na północ od Drezna. Podległy obóz, czasami zwany Stalag-IVB/Z, znajdował się 10 km na południe w Zeithain.

## Stalag IV-B Mühlberg

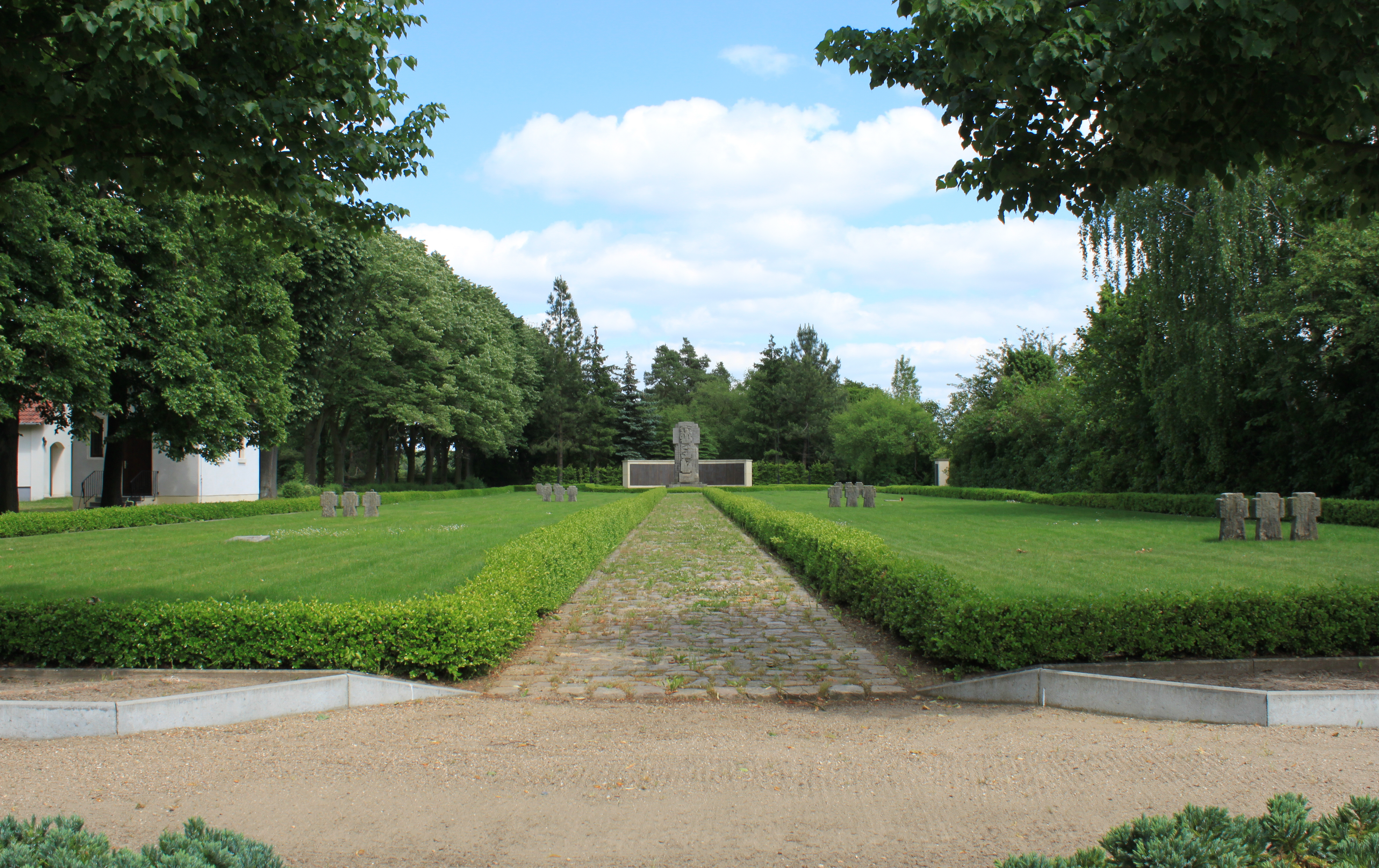
Cmentarz Wojskowy w Neuburxdorf

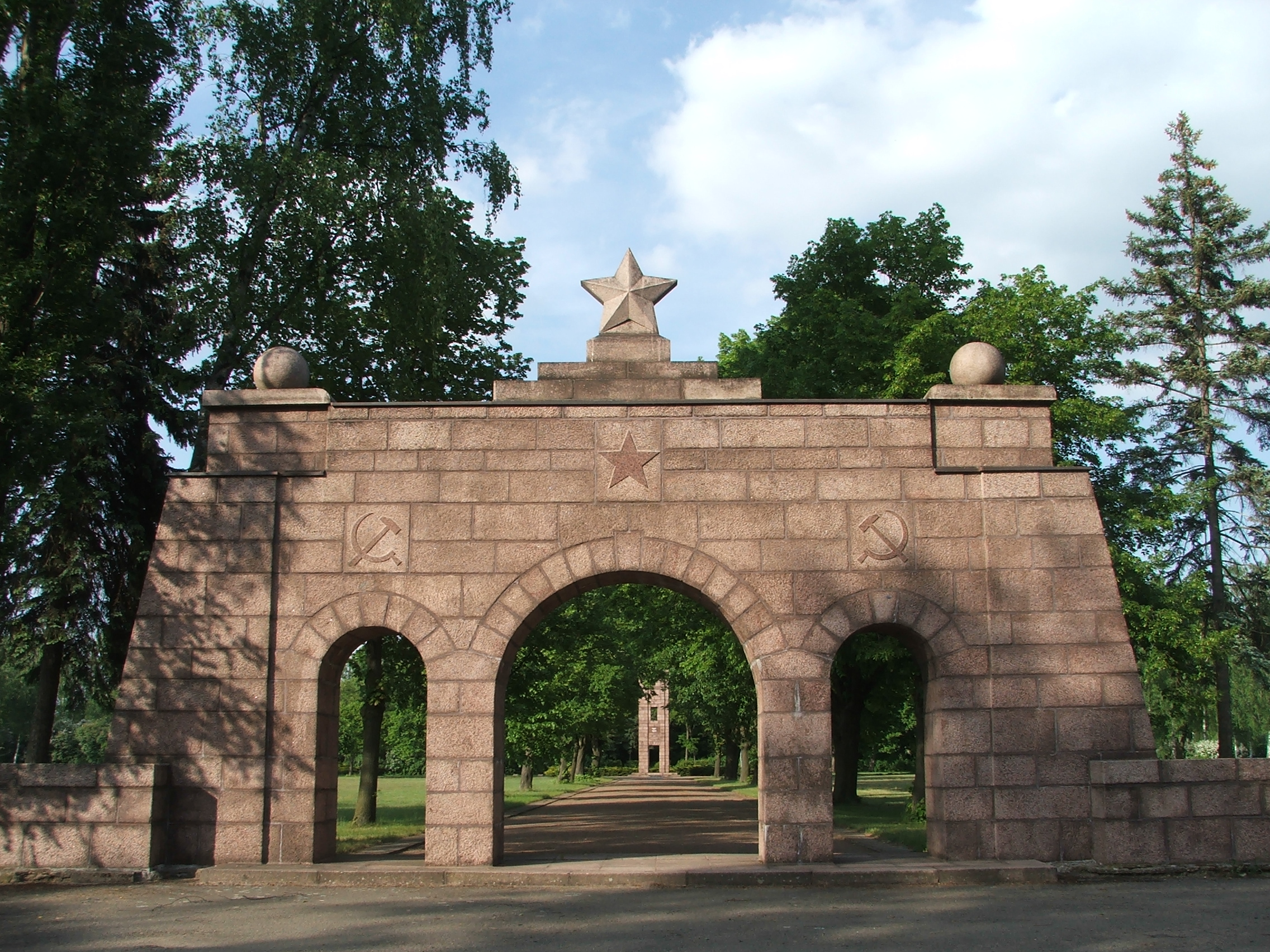
Cmentarz Wojskowy w Zeithain

Obóz o obszarze 30 ha został zbudowany we wrześniu 1939. 17 000 polskich żołnierzy wziętych do niewoli podczas kampanii wrześniowej było pierwszymi mieszkańcami. Z braku pomieszczeń, przez pierwsze dwa miesiące mieszkali pod gołym niebem lub w namiotach. Później większość z nich została przeniesiona do innych obozów. Pierwsi Francuzi przyjechali w maju 1940. W 1941, po upadku Tobruku, przywieziono żołnierzy z Wielkiej Brytanii, Australii i Południowej Afryki. Potem zjawili się Sowieci.
W październiku 1944 kilka tysięcy Polaków przyjechało z powstania warszawskiego. Pod koniec grudnia 1944 ok. 7500 Amerykanów przyjechało po ofensywie w Ardenach, z czego co najmniej 3000 przerzucono później do Stalagu VIII A. Przez sześć lat wojny przez Mühlberg przeszli żołnierze 33 różnych narodów. Około 3000 zmarło, głównie z tyfusu i gruźlicy. Zostali pochowani na cmentarzu w Neuburxdorf ok. 9 km na północny wschód od Mühlberga, gdzie dzisiaj stoi pomnik i muzeum.
Gdy Armia Czerwona wkroczyła do obozu 23 kwietnia 1945, znajdowało się w nim ponad 30 000 jeńców wtłoczonych do baraków, z czego 7250 Brytyjczyków.  Po wyzwoleniu obozu Anglicy i Amerykanie byli trzymani w nim ponad miesiąc. Małymi grupami wielu z nich uciekło z obozu i wędrowało na własną rękę do linii amerykańskich oddalonych o 80 km. Również dużo Polaków dostało się do miasteczka Grimma, gdzie Amerykanie zorganizowali obóz przejściowy dla byłych jeńców alianckich już pod koniec kwietnia.

## Stalag IV-B/H Zeithain
Obóz ten pierwotnie nosił numer Stalag-304 i był zbudowany w kwietniu 1941 na terenie poligonu wojskowego koło stacji kolejowej Jacobsthal, niedaleko miasta Riesa, dla umieszczenia jeńców sowieckich. W lipcu przywieziono ich ok. 11 000, a w kwietniu 1942 żyło jeszcze tylko 3729. Reszta zmarła z niedożywienia lub z powodu epidemii tyfusu spowodowanej przez złe warunki higieniczne. Ciała były rzucane do grobów masowych. Po kwietniu 1942 jeńców sowieckich przyjechało jeszcze więcej, ale wymierali tak samo szybko. W końcu 1942 r. przewieziono ok. 10 000 Sowietów zdolnych do pracy do kopalni węgla w Belgii.
W lutym 1943 obóz w Zeithainie przemieniono na obóz szpitalny jako oddział Stalagu IV-B w Muhlbergu z nazwą Stalag IV-B/H. W największej części obozu w dalszym ciągu trzymano Sowietów chorych na gruźlicę, którzy umierali w tempie 10-20 dziennie (według źródeł niemieckich). Skrzydło bliższe stacji kolejowej używano wtedy na umieszczenie chorych jeńców innych narodowości, m.in. kilkuset Polaków i Jugosławian przywiezionych z innych obozów. Gdy marszałek Badolgio ogłosił zawieszenie broni we wrześniu 1943, armia niemiecka uwięziła żołnierzy włoskich. Do Zeithainu przywieziono kilkuset tych, którzy byli chorzy na gruźlicę. Ogółem zmarło ok. 900 jeńców z Europy Środkowej, ale w przeciwieństwie do jeńców sowieckich, pochowano ich w oddzielnych grobach na cmentarzu wojskowym w Joachimsthalu.
Największa zmiana w obozie w Zeithainie miała miejsce w październiku 1944. Około 25 baraków w obozie włoskim zostało oddzielonych nowym płotem. Przywieziono tu w dwóch pociągach 1029 rannych z powstania warszawskiego. Ale również przywieziono w tych transportach 63 lekarzy, 183 pielęgniarek, sanitariuszek, farmakologów, 60 personelu pomocniczego, oraz 237 innych osób (rodziny lekarzy razem z dziećmi). Komendant obozu, Oberst-Arzt Stachel, oglądał rozładowanie pociągu. Gdy zobaczył rodziny z dziećmi i nawet zwierzętami, odwrócił się z odrazą i odmaszerował.
Niemieckie źródła notują, że „...Personel pielęgniarski i pomocniczy pracował z wielkim zaangażowaniem, tak że w krótkim czasie udało się osiągnąć nieznany dotąd w Zeithain standard higieny. Zeithain był prawdopodobnie jedynym obozem jenieckim na świecie, w którym byli razem mężczyźni i kobiety i w którym urodziło się nawet 11 dzieci, którym nadano jenieckie numery rejestracyjne!
Komendantem polskiego obozu był płk. dr Leon Strehl, szef sanitarny w komendzie głównej Armii Krajowej od kwietnia 1944 do końca powstania. Naczelnym chirurgiem był ppłk dr Tadeusz Bętkowski. Znakomite rezultaty zabiegów chirurgicznych doktora Bętkowskiego w niezmiernie ciężkich warunkach wzbudziły podziw chirurgów niemieckich, którzy przyjeżdżali z Drezna na obserwacje.
W marcu 1945 do Stalagu IV-B/Z Zeithain przybyła grupa oficerów francuskich ewakuowana z obozu w zachodnich Niemczech. Wśród nich było trzech Polaków.

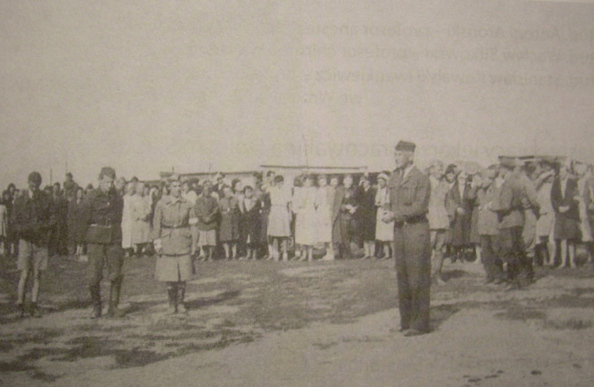
Płk dr Leon Strehl i personel szpitala wojskowego polskich jeńców wojennych w Zeithain wracający do Polski (16 maja 1945)

W nocy 21 kwietnia 1945 dowództwo i strażnicy niemieccy opuścili obóz. Wtedy płk. dr Leon Strehl objął opieką lekarską cały obóz, wraz z jeńcami włoskimi i radzieckimi, aż do przybycia sowieckiego personelu lekarskiego. 23 kwietnia 1945 do obozu weszła Armia Czerwona. Szpital został włączony do szpitala Armii Czerwonej jako Polski Oddział „Gospitala Leontiewa”.

## Po wojnie
Staraniem lokalnych organizacji niemieckich wystawiono zmarłym pomnik, a w ogrodzie założono muzeum pod nazwą Gedenkstätte Ehrenhain Zeithain (blisko stacji kolejowej).

## Galeria

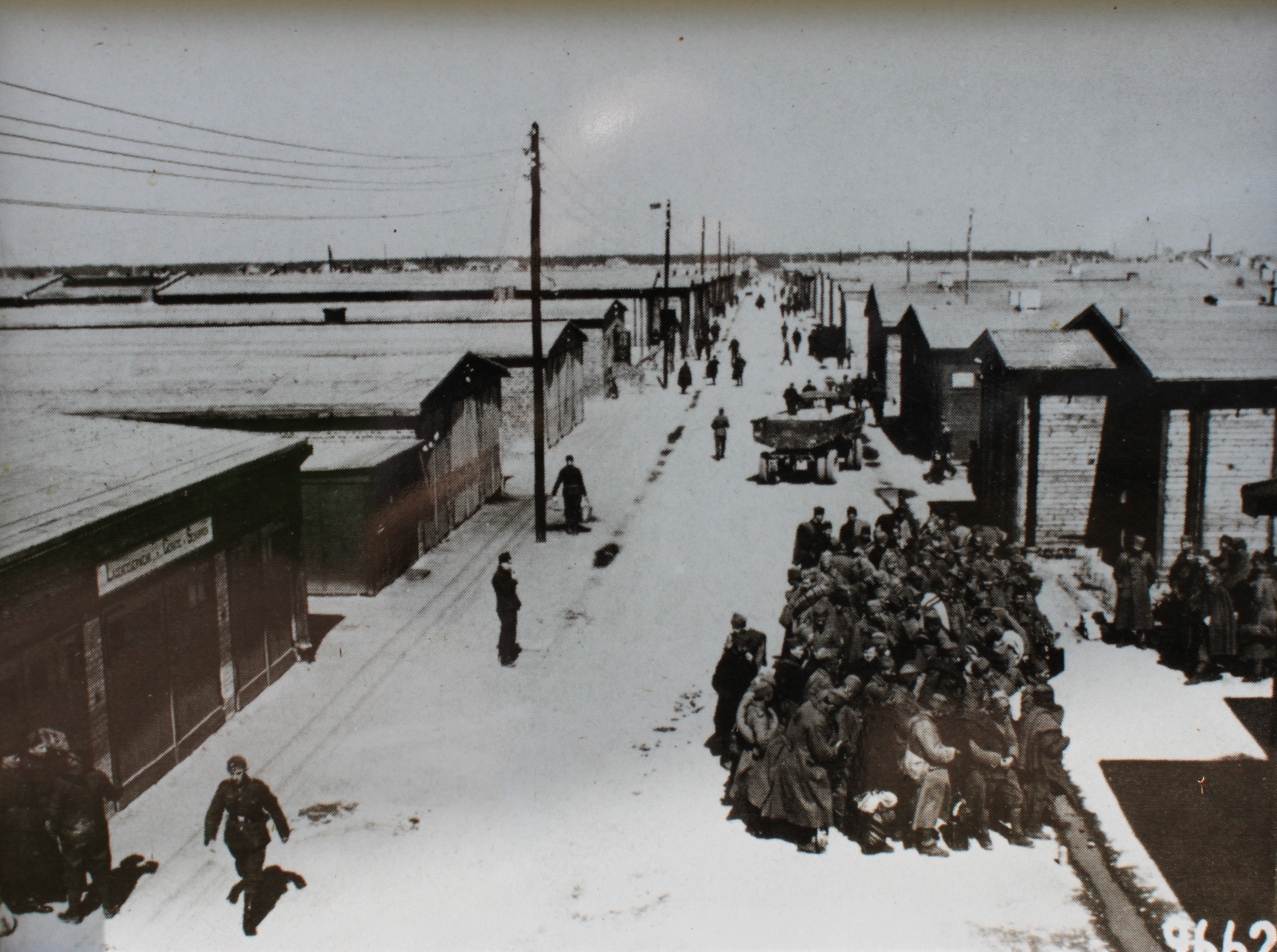
Główna droga przez obóz
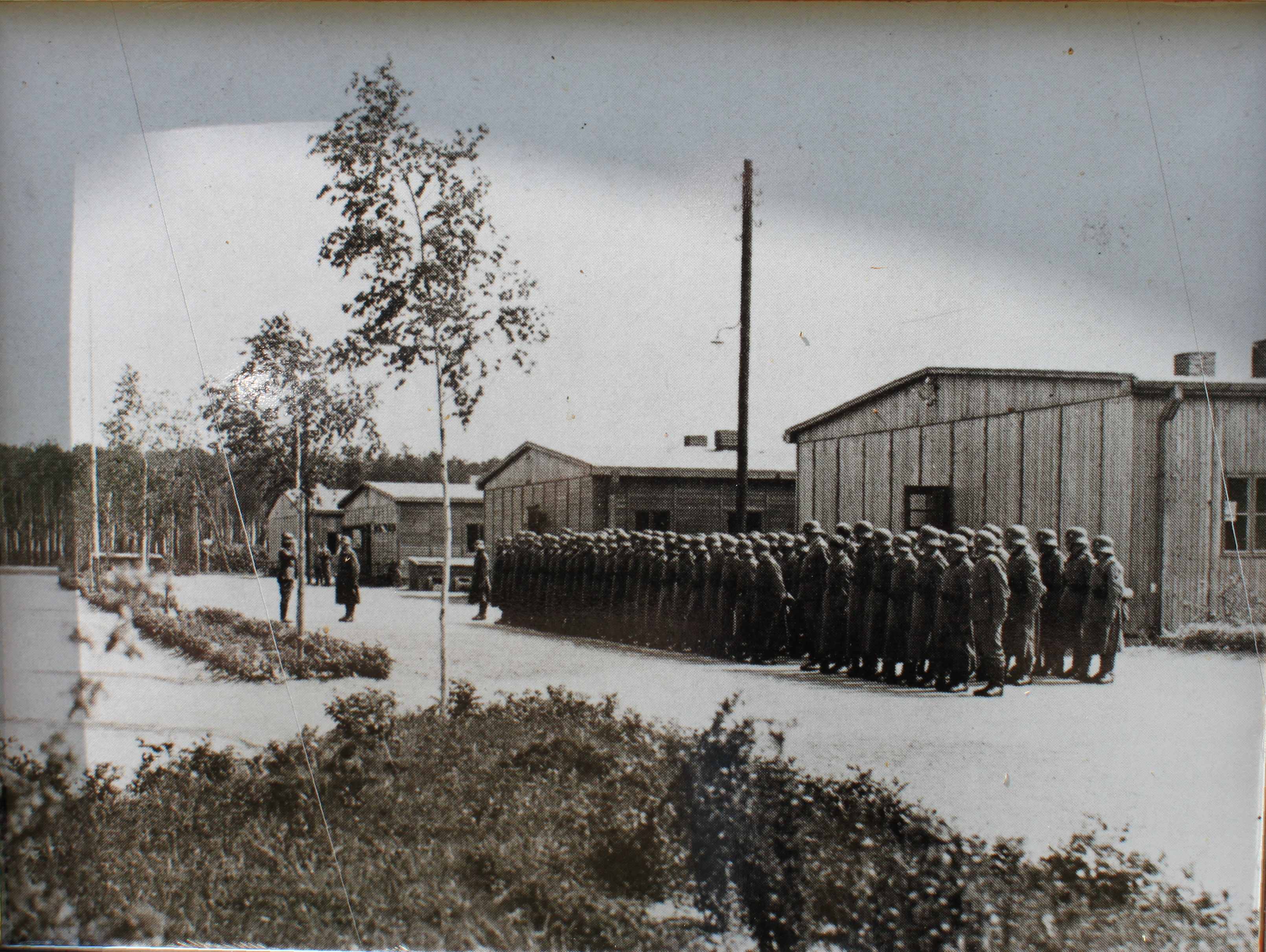
Apel niemieckich strażników
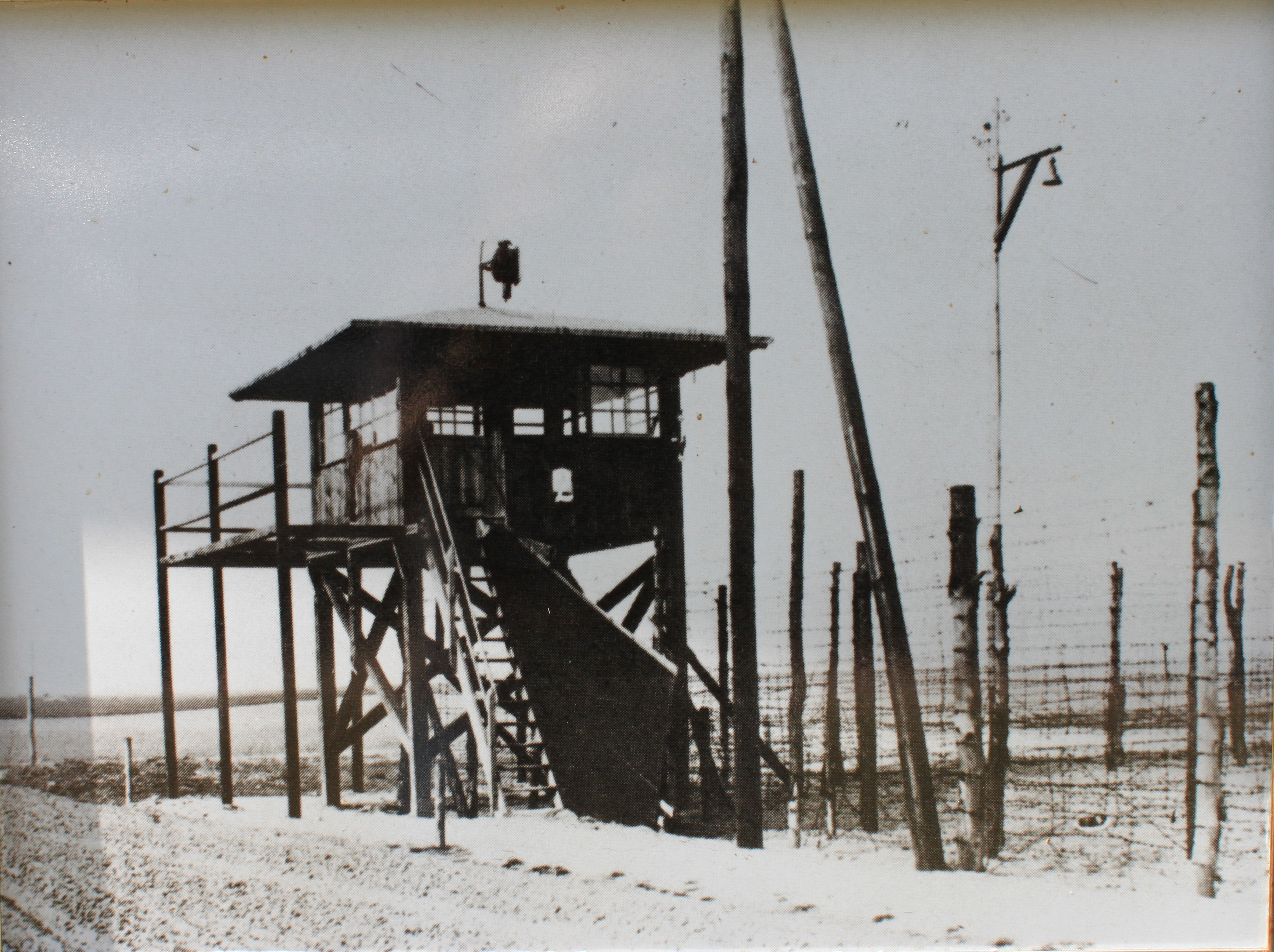
Wieża strażnicza